# VN-Onderzoeksinstituut voor Ontwapeningsvraagstukken
Het VN-Onderzoeksinstituut voor Ontwapeningsvraagstukken (Engels: United Nations Institute for Disarmament Research, afgekort UNIDIR) werd op 1 oktober 1980 opgericht door de Algemene Vergadering van de Verenigde Naties om staten en de wereldwijde gemeenschap te informeren over kwesties van internationale veiligheid en om te helpen bij ontwapeningsinspanningen om vooruitgang te boeken in de richting van meer veiligheid en economische en sociale ontwikkeling voor iedereen.
De Algemene Vergadering erkende de noodzaak van objectief, empirisch en alomvattend onderzoek naar ontwapening en veiligheid en specificeerde dat UNIDIR een autonome entiteit binnen de structuur van de Verenigde Naties zou zijn, zodat zijn werk in wetenschappelijke onafhankelijkheid kon worden uitgevoerd.

## Achtergrond
Door middel van onderzoeksprojecten, publicaties, kleine bijeenkomsten en expertnetwerken bevordert UNIDIR creatief denken en dialoog over de ontwapenings- en veiligheidsuitdagingen van vandaag en morgen.
UNIDIR onderzoekt zowel huidige als toekomstige veiligheidskwesties en onderzoekt onderwerpen die zo uiteenlopend zijn als tactische kernwapens, vluchtelingenbeveiliging, computeroorlogvoering, regionale vertrouwenwekkende maatregelen en handvuurwapens.
In samenwerking met onderzoekers, diplomaten, overheidsfunctionarissen, niet-gouvernementele organisaties en andere instellingen fungeert UNIDIR als een brug tussen de onderzoek gemeenschap en de lidstaten van de Verenigde Naties. Het werk van UNIDIR wordt gefinancierd door bijdragen van overheden en donorstichtingen.
UNIDIR is gevestigd in Genève, het belangrijkste centrum voor veiligheids- en ontwapeningsonderhandelingen, de thuisbasis van de Ontwapeningsconferentie en wereldwijd aanspreekpunt voor humanitaire kwesties zoals mensenrechten, vluchtelingen, migratie, gezondheid en arbeidskwesties.

## Onderzoeksgebieden
In 2018 onderschreef de raad van toezicht de volgende onderzoeksagenda van de organisatie voor 2018-2020:
- Massavernietigingswapens en andere strategische wapens — Vermindering van het risico van het gebruik van kernwapens; nalevings- en handhavingsbenaderingen en -lessen; bevordering van samenwerkingsgewoonten in mvw-regelingen; en veiligheid en duurzaamheid van de ruimte.
- Conventionele wapens — Verstedelijking van geweld: wapenbeheersing toepassen in nieuwe omgevingen; wapen- en munitiebeheer: ondersteuning van de aanpak van landen; en wapenbeheersing bij preventie en vredesopbouw.
- Nieuwe wapentechnologieën — Het voorkomen, afschrikken en reageren op kwaadwillige cyberaanvallen, met inbegrip van de rol van de particuliere sector; en het begrijpen van de implicaties van toenemende autonomie.
- Gender en ontwapening — bevordering van dialoog en kennisuitwisseling om gender responsieve ontwapening te bevorderen; en het ontwikkelen van instrumenten om genderperspectieven toe te passen in ontwapeningskaders.
- Vrije zone massavernietigingswapens in het Midden-Oosten - Het vullen van een belangrijke onderzoekskloof met betrekking tot hoe de kwestie van de MVW in de loop van de tijd is geëvolueerd, inclusief lessen voor de huidige en toekomstige vooruitzichten.

## Mandaat
UNIDIR werkt op basis van de bepalingen van het slotdocument van de eerste speciale zitting van de Algemene Vergadering van de VN gewijd aan ontwapening en houdt ook rekening met relevante aanbevelingen van de Algemene Vergadering. Het werkprogramma wordt jaarlijks geëvalueerd en moet worden goedgekeurd door de adviesraad voor ontwapeningsaangelegenheden van de secretaris-generaal van de VN, die ook fungeert als de raad van bestuur van UNIDIR. De directeur rapporteert jaarlijks aan de Algemene Vergadering over de activiteiten van het instituut.
Het mandaat van UNIDIR is als volgt:

De werkzaamheden van het Instituut zijn gericht op:
a. Het verstrekken van meer gediversifieerde en volledige gegevens aan de internationale gemeenschap over problemen in verband met de internationale veiligheid, de bewapeningswedloop en ontwapening op alle gebieden, met name op nucleair gebied, teneinde door middel van onderhandelingen vooruitgang te boeken in de richting van meer veiligheid voor alle Staten en in de richting van de economische en sociale ontwikkeling van alle volkeren;
b. het bevorderen van geïnformeerde deelname van alle Staten aan ontwapeningsinspanningen;
c. het ondersteunen van lopende onderhandelingen over ontwapening en het voortzetten van de inspanningen om te zorgen voor een grotere internationale veiligheid op een steeds lager niveau van bewapening, met name nucleaire bewapening, door middel van objectieve en feitelijke studies en analyses;

d. het verrichten van diepgaander, toekomstgerichter en langduriger onderzoek naar ontwapening, teneinde een algemeen inzicht te verschaffen in de betrokken problemen en nieuwe initiatieven voor nieuwe onderhandelingen te stimuleren.
Het mandaat is afkomstig uit artikel II, lid 2, van het statuut van het instituut.

## Bestuur
Alle innerlijke werkingen en onderzoeken die door UNIDIR worden gedaan, worden gecontroleerd door een raad van bestuur en de directeur. De raad fungeert ook als adviesraad voor ontwapeningsaangelegenheden van de secretaris-generaal. Elk lid moet kennis hebben van veiligheid, wapenbeheersing en ontwapening. Elk lid wordt door de secretaris-generaal gekozen voor een termijn van twee jaar.

## Bestuursleden
De leden van de raad van bestuur (2022):
| Naam                        | Land                |            |
| --------------------------- | ------------------- | ---------- |
| Margot Wallström            | Zweden              |            |
| Shorna-Kay Richards         | Jamaica             |            |
| Eghosa E. Osaghae           | Nigeria             |            |
| Amina Mohamed               | Kenia               |            |
| Zai Mian                    | Pakistan            |            |
| Nabeela Abdulla Almulla     | Koeweit             |            |
| Jean-Marie Guéhenno         | Frankrijk           |            |
| Leena Nayef Shaher Al-Hidid | Jordanië            |            |
| Mary Kaldor                 | Verenigd Koninkrijk |            |
| Elissa Golberg              | Canada              | Voorzitter |
| Marina Kaljurand            | Estland             |            |
| Marty Natalegawa            | Indonesië           |            |
| Lewis A Dunn                | Verenigde Staten    |            |
| Anton Khlopkov              | Rusland             |            |

## Lijst van directeuren
|   | Naam               | Land                | Termijn | Termijn | Benoemd door secretaris-generaal |
| - | ------------------ | ------------------- | ------- | ------- | -------------------------------- |
| 1 | Liviu Bota         | Roemenië            | 1980    | 1987    | Boutros Boutros-Ghali            |
| 2 | Jayantha Dhanapala | Sri Lanka           | 1987    | 1992    | Boutros Boutros-Ghali            |
| 3 | Sverre Lodgaard    | Noorwegen           | 1992    | 1996    | Boutros Boutros-Ghali            |
| 4 | Patricia Lewis     | Verenigd Koninkrijk | 1997    | 2008    | Kofi Annan                       |
| 5 | Theresa Hitchens   | Verenigde Staten    | 2009    | 2014    | Ban Ki-moon                      |
| 6 | Jarmo Sareva       | Finland             | 2014    | 2018    | Ban Ki-moon                      |
| 7 | Renata Dwan        | Ierland             | 2018    | 2021    | António Guterres                 |
| 8 | Robin Geiss        | Duitsland           | 2021    |         | António Guterres                 |